# Lepilemur ahmansonorum
Lepilemur ahmansonorum (Лепілемур Ахмансона) — вид приматів родини лепілемурових (Lepilemuridae). Вид названий на честь Роберта Ахмансона (Robert Ahmanson), фонд якого фінансував дослідження та захист Мадагаскарських приматів.

## Зовнішній вигляд
Довжина тіла 19-21 см, довжина хвоста 23-24 см, вага 0,6—0,8 кг,що робить вид найменшим у роді. Шерсть в основному сіра, зовнішні сторони кінцівок злегка червонуваті, хвіст червонувато-коричневий. Живіт сірий, стає світлішим у напрямку до задньої частини. Голова кругла і має великі очі.

## Поширення
Західний Мадагаскар. Цей вид житель східного лісу.

## Поведінка
Мало відомо про звички цих нічних приматів. Як і всі лепілемури вони залишаються в основному на деревах. Лепілемури є травоїдними, харчуючись листям, плодами, бруньками та іншими частинами рослин.

## Загрози
Цей вид знаходиться під загрозою втрати і деградації середовища проживання через триваючі мінливі методи ведення сільського господарства. Не відомо, чи живе в будь-яких охоронних територіях, але знаходиться в Tsiombikibo Classified Forest, що забезпечує деякий ступінь захисту.